# Légna
Légna est une ancienne commune française située dans le département du Jura, en région Bourgogne-Franche-Comté.
Le 1er janvier 2017, elle fusionne avec Chatonnay, Fétigny et Savigna pour former la commune nouvelle de Valzin en Petite Montagne.

## Politique et administration
| Période                                  | Période       | Identité        | Étiquette | Qualité                    |
| ---------------------------------------- | ------------- | --------------- | --------- | -------------------------- |
| 1965                                     | 1994          | Paul Parisot    |           |                            |
| mars 2001                                | mars 2008     | Louis Paget     |           |                            |
| mars 2008                                | décembre 2016 | Raymond Vincent | SE        | Retraité Fonction publique |
| Les données manquantes sont à compléter. |               |                 |           |                            |

## Démographie
L'évolution du nombre d'habitants est connue à travers les recensements de la population effectués dans la commune depuis 1793. À partir du 1er janvier 2009, les populations légales des communes sont publiées annuellement dans le cadre d'un recensement qui repose désormais sur une collecte d'information annuelle, concernant successivement tous les territoires communaux au cours d'une période de cinq ans. 
Pour les communes de moins de 10 000 habitants, une enquête de recensement portant sur toute la population est réalisée tous les cinq ans, les populations légales des années intermédiaires étant quant à elles estimées par interpolation ou extrapolation. Pour la commune, le premier recensement exhaustif entrant dans le cadre du nouveau dispositif a été réalisé en 2005,.
En 2014, la commune comptait 200 habitants, en évolution de +4,17 % par rapport à 2009 (Jura : −0,23 %, France hors Mayotte : +2,49 %).
| 1793 | 1800 | 1806 | 1821 | 1831 | 1836 | 1841 | 1846 | 1851 |
| ---- | ---- | ---- | ---- | ---- | ---- | ---- | ---- | ---- |
| 211  | 242  | 229  | 222  | 487  | 470  | 451  | 445  | 445  |

| 1856 | 1861 | 1866 | 1872 | 1876 | 1881 | 1886 | 1891 | 1896 |
| ---- | ---- | ---- | ---- | ---- | ---- | ---- | ---- | ---- |
| 416  | 423  | 416  | 409  | 377  | 351  | 357  | 363  | 364  |

| 1901 | 1906 | 1911 | 1921 | 1926 | 1931 | 1936 | 1946 | 1954 |
| ---- | ---- | ---- | ---- | ---- | ---- | ---- | ---- | ---- |
| 337  | 333  | 315  | 294  | 269  | 243  | 236  | 237  | 214  |

| 1962 | 1968 | 1975 | 1982 | 1990 | 1999 | 2005 | 2010 | 2014 |
| ---- | ---- | ---- | ---- | ---- | ---- | ---- | ---- | ---- |
| 205  | 188  | 177  | 187  | 156  | 149  | 174  | 200  | 200  |

## Lieux et monuments

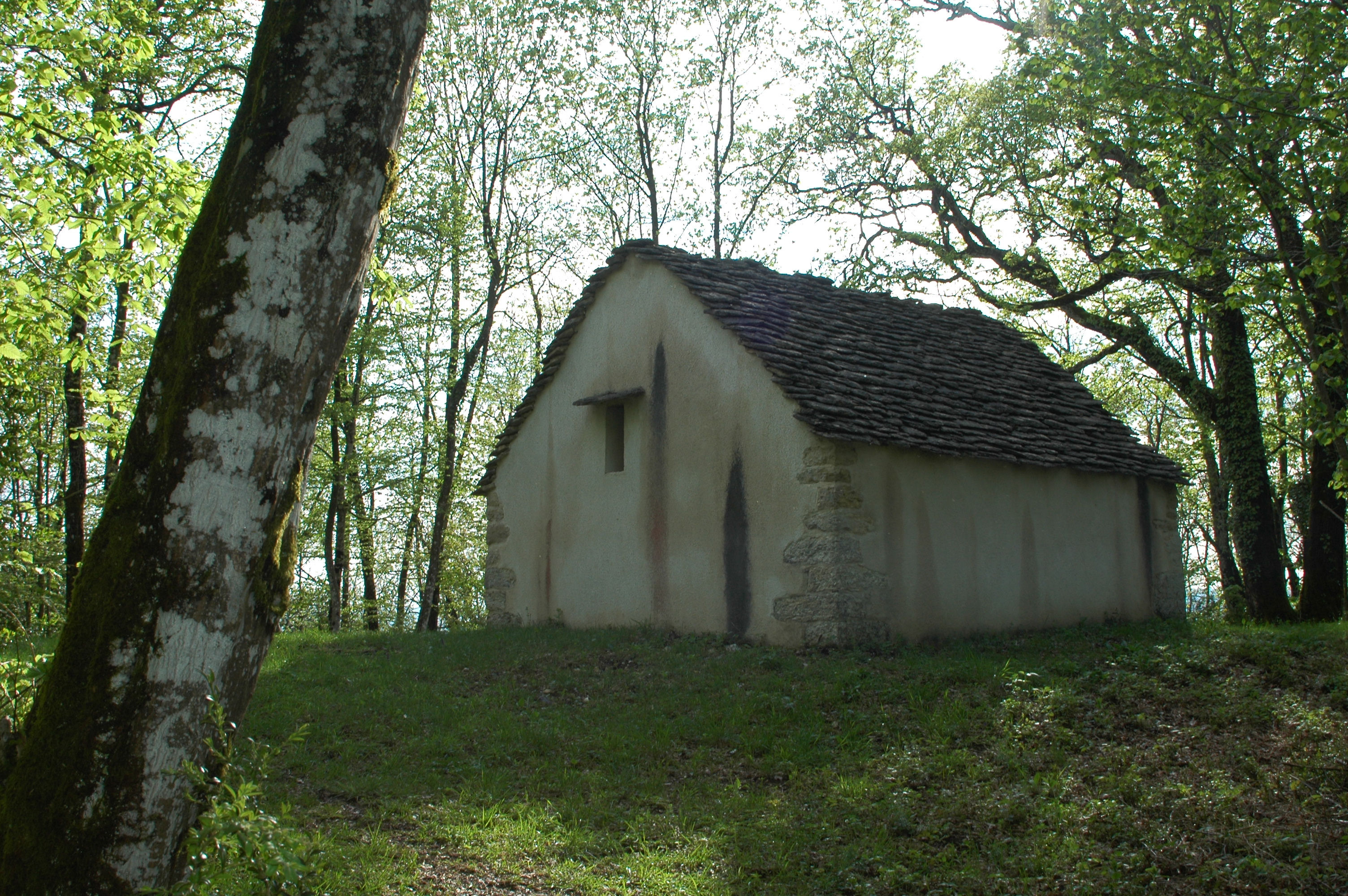
Chapelle Saint-Maurice.

Une chapelle du XVIe siècle, couverte de lauze, se trouve aujourd’hui isolée dans les bois. Dédiée à saint Maurice, elle n’est accessible qu’à pied. Il faut pour cela emprunter le chemin des Trois Chapelles, une randonnée de 10 km en terrain varié, moyennement accidenté.
Cette chapelle est le refuge d'une colonie de chauve-souris.

## Personnalités liées à la commune
- La chanteuse Shy'm passe régulièrement quelques jours chez sa grand-mère, qui s'est installée dans la commune en 2012[5].